# NGC 246
NGC 246 is een planetaire nevel in het sterrenbeeld Walvis. NGC 246 staat op ongeveer 2.055 lichtjaar van de Aarde.
NGC 246 werd op 27 november 1785 ontdekt door de Duits-Britse astronoom William Herschel.